# Cup Winners' Cup 1977-78 (mænd)
Cup Winners' Cup 1977-78 for mænd var den tredje udgave af håndboldturneringen Cup Winners' Cup. Turneringen blev vundet af VfL Gummersbach fra Vesttyskland, som i finalen i Dortmund besejrede SK Železničar Niš fra Jugoslavien med 15-13. Det var første gang, at det vesttyske hold vandt turneringen.
Danmark blev repræsenteret af de tabende pokalfinalister fra Aarhus KFUM, som blev slået ud i ottendedelsfinalen af de senere vindere, VfL Gummersbach.

## Resultater

### 1/16-finaler
| Dato    | Dato    | Hjemmehold i 1. kamp  | Hjemmehold i 2. kamp | Resultat | Resultat | Resultat |
| 1. kamp | 2. kamp | Hjemmehold i 1. kamp  | Hjemmehold i 2. kamp | Samlet   | 1. kamp  | 2. kamp  |
| ------- | ------- | --------------------- | -------------------- | -------- | -------- | -------- |
| ?       | 15.10.  | Kirkby Select         | Aarhus KFUM          | 23–63    | 15-31    | 8-32     |
| ?       | ?       | FH                    | HC Kiffen            | 50–38    | 29-13    | 21-15    |
| ?       | ?       | Amicitia Zürich       | KV Sasja             | 39–30    | 23-12    | 16-18    |
| 5.10.   | 22.10.  | VIF G. Dimitrov Sofia | HC Volani Rovereto   | 46–37    | 24-19    | 22-18    |
| 8.10.   | 16.10.  | SV Hermes             | Fola Esch            | 33–26    | 18-13    | 15-13    |
| 5.10.   | ?       | HC Linz               | HC Stojarni Martin   | 37–42    | 15-19    | 22-23    |
| ?       | ?       | FC Porto              | Hapoel Petah Tikva   | ?–?      | ?-?      | ?-?      |

### 1/8-finaler
| Dato    | Dato    | Hjemmehold i 1. kamp   | Hjemmehold i 2. kamp  | Resultat | Resultat | Resultat |
| 1. kamp | 2. kamp | Hjemmehold i 1. kamp   | Hjemmehold i 2. kamp  | Samlet   | 1. kamp  | 2. kamp  |
| ------- | ------- | ---------------------- | --------------------- | -------- | -------- | -------- |
| 17.11.  | ?       | Aarhus KFUM            | VfL Gummersbach       | ?–?      | 24-21    | ?-?      |
| ?       | ?       | ASK Vorwärts Frankfurt | FH                    | 54–34    | 30-14    | 24-20    |
| ?       | ?       | Anilana Łódź           | Amicitia Zürich       | 44–34    | 26-17    | 18-17    |
| 10.11.  | 26.11.  | Volán Szeged           | FC Barcelona          | 40–37    | 27-22    | 13-15    |
| ?       | ?       | Lugi HF                | VIF G. Dimitrov Sofia | 41–46    | 21-23    | 20-23    |
| ?       | ?       | ASPTT Metz             | IFK Sandefjord        | 41–32    | 23-15    | 18-17    |
| ?       | 26.11.  | SV Hermes              | HC Stojarni Martin    | ?–?      | ?-?      | 17-21    |
| ?       | ?       | Hapoel Petah Tikva     | SK Železničar Niš     | ?–?      | ?-?      | ?-?      |

### Kvartfinaler
| Dato    | Dato    | Hjemmehold i 1. kamp   | Hjemmehold i 2. kamp | Resultat | Resultat | Resultat |
| 1. kamp | 2. kamp | Hjemmehold i 1. kamp   | Hjemmehold i 2. kamp | Samlet   | 1. kamp  | 2. kamp  |
| ------- | ------- | ---------------------- | -------------------- | -------- | -------- | -------- |
| ?       | ?       | ASK Vorwärts Frankfurt | VfL Gummersbach      | 27–28    | 17-13    | 10-15    |
| ?       | ?       | Volán Szeged           | Anilana Łódź         | 46–47    | 26-22    | 20-25    |
| ?       | ?       | VIF G. Dimitrov Sofia  | ASPTT Metz           | 38–31    | 21-19    | 17-12    |
| 22.2.   | ?       | HC Stojarni Martin     | SK Železničar Niš    | 36–43    | 19-13    | 17-30    |

### Semifinaler
| Dato    | Dato    | Hjemmehold i 1. kamp | Hjemmehold i 2. kamp | Resultat | Resultat | Resultat |
| 1. kamp | 2. kamp | Hjemmehold i 1. kamp | Hjemmehold i 2. kamp | Samlet   | 1. kamp  | 2. kamp  |
| ------- | ------- | -------------------- | -------------------- | -------- | -------- | -------- |
| ?       | ?       | VfL Gummersbach      | Anilana Łódź         | 41–35    | 23-16    | 18-19    |
| ?       | ?       | SK Železničar Niš    | ASPTT Metz           | 49–36    | 23-15    | 26-21    |

### Finale
Finalen blev spillet i Dortmund.
| Dato | Hjemmehold      | Udehold           | Res   |
| ---- | --------------- | ----------------- | ----- |
| 4.5. | VfL Gummersbach | SK Železničar Niš | 15–13 |